# Leichtathletik-Weltmeisterschaften 2015/Teilnehmer (Marokko)
| Gelbes Symbol für Goldmedaillen mit stilisierten Olympischen Ringen | Graues Symbol für Silbermedaillen mit stilisierten Olympischen Ringen | Braundes Symbol für Bronzemedaillen mit stilisierten Olympischen Ringen |
| ------------------------------------------------------------------- | --------------------------------------------------------------------- | ----------------------------------------------------------------------- |
| —                                                                   | —                                                                     | 1                                                                       |

Der Leichtathletikverband Marokkos nominierte 22 Athleten für die Leichtathletik-Weltmeisterschaften 2015 in der chinesischen Hauptstadt Peking.

## Medaillen
Mit einer gewonnenen Bronzemedaille belegte das Team Marokkos Rang 32 im Medaillenspiegel.

### Medaillengewinner

#### Bronze
- Abdalaati Iguider: 1500 m

## Ergebnisse

### Männer

#### Laufdisziplinen
| Athlet             | Disziplin        | Vorlauf      | Vorlauf | Halbfinale         | Halbfinale         | Finale             | Finale             |
| Athlet             | Disziplin        | Zeit         | Platz   | Zeit               | Platz              | Zeit               | Platz              |
| ------------------ | ---------------- | ------------ | ------- | ------------------ | ------------------ | ------------------ | ------------------ |
| Aziz Ouhadi        | 100 m            | 10,22 s      | 30      | nicht qualifiziert | nicht qualifiziert | nicht qualifiziert | nicht qualifiziert |
| Nader Belhanbel    | 800 m            | 1:46,23 min  | 6       | 1:45,28 min        | 6                  | 1:47,09 min        | 7                  |
| Abdelati el-Guesse | 800 m            | 1:47,49 min  | 19      | nicht qualifiziert | nicht qualifiziert | nicht qualifiziert | nicht qualifiziert |
| Amine el-Manaoui   | 800 m            | 1:45,86 min  | 2       | 1:46,09 min        | 11                 | nicht qualifiziert | nicht qualifiziert |
| Yassine Bensghir   | 1500 m           | 3:43,22 min  | 27      | 3:44,95 min        | 21                 | nicht qualifiziert | nicht qualifiziert |
| Fouad el-Kaam      | 1500 m           | 3:40,12 min  | 19      | nicht qualifiziert | nicht qualifiziert | nicht qualifiziert | nicht qualifiziert |
| Abdalaati Iguider  | 1500 m           | 3:38,14 min  | 2       | 3:35,20 min        | 3                  | 3:34,67 min        | Bronze             |
| Othmane el-Goumri  | 5000 m           | 13:58,06 min | 29      |                    |                    | nicht qualifiziert | nicht qualifiziert |
| Younès Essalhi     | 5000 m           | DNF          | DNF     |                    |                    | –––                | –––                |
| Adil Annani        | Marathon         |              |         |                    |                    | DNF                | DNF                |
| Rachid Kisri       | Marathon         |              |         |                    |                    | DNF                | DNF                |
| Hamid Ezzine       | 3000 m Hindernis | 8:29,26 min  | 11      |                    |                    | 8:25,72 min        | 11                 |
| Hicham Sigueni     | 3000 m Hindernis | 8:49,73 min  | 25      |                    |                    | nicht qualifiziert | nicht qualifiziert |
| Brahim Taleb       | 3000 m Hindernis | 8:24,84 min  | 2       |                    |                    | 8:17,73 min        | 7                  |

### Frauen

#### Laufdisziplinen
| Athletin             | Disziplin        | Vorlauf     | Vorlauf | Halbfinale         | Halbfinale         | Finale             | Finale             |
| Athletin             | Disziplin        | Zeit        | Platz   | Zeit               | Platz              | Zeit               | Platz              |
| -------------------- | ---------------- | ----------- | ------- | ------------------ | ------------------ | ------------------ | ------------------ |
| Malika Akkaoui       | 800 m            | 2:00,37 min | 12      | 1:59,03 min        | 12                 | nicht qualifiziert | nicht qualifiziert |
| Malika Akkaoui       | 1500 m           | 4:05,85 min | 12      | 4:16,61 min        | 15                 | 4:16,98 min        | 12                 |
| Rababe Arafi         | 800 m            | 2:00,37 min | 12      | 1:58,55 min        | 6                  | 1:58,90 min        | 4                  |
| Rababe Arafi         | 1500 m           | 4:04,17 min | 3       | 4:08,19 min        | 4                  | 4:13,66 min        | 9                  |
| Siham Hilali         | 1500 m           | DNF         | DNF     | –––                | –––                | –––                | –––                |
| Soumiya Labani       | Marathon         |             |         |                    |                    | DNF                | DNF                |
| Salima Elouali Alami | 3000 m Hindernis | 9:28,18 min | 11      |                    |                    | 9:32,15 min        | 10                 |
| Hanane Ouhaddou      | 3000 m Hindernis | DSQ         | DSQ     |                    |                    | –––                | –––                |
| Fadwa Sidi Madane    | 3000 m Hindernis | 9:27,87 min | 9       |                    |                    | 9:41,45 min        | 14                 |
| Hayat Lambarki       | 400 m Hürden     | 58,05 s     | 31      | nicht qualifiziert | nicht qualifiziert | nicht qualifiziert | nicht qualifiziert |